# Liste der Baudenkmale in Römstedt
In der Liste der Baudenkmale in Römstedt sind alle Baudenkmale der niedersächsischen Gemeinde Römstedt aufgelistet.   Die Quelle der IDs und der Beschreibungen ist der Denkmalatlas Niedersachsen. Der Stand der Liste ist der 13. November 2021.

## Allgemein
In den Spalten befinden sich folgende Informationen:
- Lage: die Adresse des Baudenkmales und die geographischen Koordinaten. Kartenansicht, um Koordinaten zu setzen. In der Kartenansicht sind Baudenkmale ohne Koordinaten mit einem roten Marker dargestellt und können in der Karte gesetzt werden. Baudenkmale ohne Bild sind mit einem blauen Marker gekennzeichnet, Baudenkmale mit Bild mit einem grünen Marker.
- Bezeichnung: Bezeichnung des Baudenkmales
- Beschreibung: die Beschreibung des Baudenkmales. Unter § 3 Abs. 2 NDSchG werden Einzeldenkmale und unter § 3 Abs. 3 NDSchG Gruppen baulicher Anlagen und deren Bestandteile ausgewiesen.
- ID: die Objekt-ID des Baudenkmales
- Bild: ein Bild des Baudenkmales, ggf. zusätzlich mit einem Link zu weiteren Fotos des Baudenkmals im Medienarchiv Wikimedia Commons. Wenn man auf das Kamerasymbol klickt, können Fotos zu Baudenkmalen aus dieser Liste hochgeladen werden:

## Römstedt

### Gruppen baulicher Anlagen in Römstedt
| Lage                                   | Bezeichnung                                           | Beschreibung | ID       | Bild |
| -------------------------------------- | ----------------------------------------------------- | --- | -------- | ---- |
| Kirchstraße 53° 5′ 47″ N, 10° 39′ 3″ O | Kirche, Pfarrhof, und Kirche mit Kirchhof und Denkmal | Gruppe bestehend aus der Matthäus-Kirche Römstedt mit umgebendem Kirchhof und darauf befindlichem Kriegerehrenmal, sowie dem nördlich benachbarten Pfarrhof, dessen Pfarrhaus und Wirtschaftsgebäude nach einem Brand 1863 nach Entwürfen von Conrad Wilhelm Hase 1866 neu errichtet wurden. | 31080105 |      |

### Einzeldenkmal in Römstedt
| Lage                                     | Bezeichnung        | Beschreibung | ID       | Bild |
| ---------------------------------------- | ------------------ | --- | -------- | ---- |
| Kirchstraße 3 53° 5′ 47″ N, 10° 39′ 3″ O | Matthäus-Kirche    | Einschiffiger Backsteinbau mit polygonalem Chor, errichtet im 15. Jahrhundert. Chor gewölbt, Hauptschiff mit Flachdecke. Westturm mit Rhombenhelm 1911 ergänzt.                                                               | 31094833 |      |
| Kirchstraße 3 53° 5′ 48″ N, 10° 39′ 3″ O | Gefallenendenkmal  | Breite Stele aus grob behauenen Sandsteinquadern, bekrönt von einer Kugel, auf zweistufigem Sockel. Inschrifttafeln mit Namen der Gefallenen des Ersten und Zweiten Weltkrieges, vermutlich nach 1945 ergänzt.                | 31094852 | BW   |
| Kirchstraße 5 53° 5′ 49″ N, 10° 39′ 4″ O | Pfarrhaus          | Giebelständiger zweigeschossiger Sichtbacksteinbau mit neogotischen Stilelementen unter ziegelgedecktem Satteldach. Nach Entwurf von Conrad Wilhelm Hase 1865–66 anstelle eines abgrannten Vorgängerbaus errichtet.           | 31094812 | BW   |
| Kirchstraße 5 53° 5′ 49″ N, 10° 39′ 5″ O | Wirtschaftsgebäude | Giebelständiges, von der Straße zurückgesetztes Sichtbacksteingebäude mit neogotischen Stilelementen unter ziegelgedecktem Satteldach. Gemeinsam mit dem Pfarrhaus nach einem Entwurf von Conrad Wilhelm Hase 1866 errichtet. | 40417173 | BW   |

## Drögennottorf

### Einzeldenkmal in Drögennottorf
| Lage                              | Bezeichnung | Beschreibung | ID       | Bild |
| --------------------------------- | ----------- | --- | -------- | ---- |
| Nr. 4 53° 6′ 14″ N, 10° 39′ 17″ O | Scheune     | Giebelständiger freistehender Fachwerkbau mit Backsteinausfachung auf Feldsteinsockel unter Halbwalmdach. Außermittige Längsdurchfahrt. An der nördlichen Traufseite rechtwinklig anschließender Fachwerkanbau unter Satteldach. | 31094423 | BW   |
| Nr. 5 53° 6′ 19″ N, 10° 39′ 9″ O  | Scheune     | Freistehender traufständiger Fachwerkbau mit Backsteinausfachung unter Halbwalmdach, vom zugehörigen Hof durch die vorbeiführende Straße getrennt. Außermittige Längsdurchfahrt. Inschrift am Südostgiebel.                      | 31094440 | BW   |

## Masbrock

### Gruppe baulicher Anlagen in Masbrock
| Lage                        | Bezeichnung | Beschreibung | ID       | Bild |
| --------------------------- | ----------- | --- | -------- | ---- |
| 53° 4′ 40″ N, 10° 40′ 17″ O | Dorfkern    | Ehemaliges Rundlingsdorf mit zwölf Höfen am westlichen Niederungsrand des Röbbelbaches, von denen noch vier zum Schutzumfang der Gruppe gehören. Erhaltene sektorenförmige Grundstücksaufteilung im gesamten Ortskern. Dorfplatz mit prägenden Einfriedungen und Eichengruppen auf den Höfen. Unterschiedlich veränderter Baubestand des 18. und 19. Jahrhunderts. Die jüngeren Haupthäuser wurden mit dem Wohngiebel zum Dorfplatz bzw. mit dem Wirtschaftsgiebel zur westlich vorbeiführenden Durchgangsstraße ausgerichtet. | 31080126 | BW   |

### Einzeldenkmale in Masbrock
| Lage                                    | Bezeichnung               | Beschreibung | ID       | Bild |
| --------------------------------------- | ------------------------- | --- | -------- | ---- |
| Masbrock 5 53° 4′ 37″ N, 10° 40′ 10″ O  | Scheune                   | | 31095229 | BW   |
| Masbrock 5 53° 4′ 38″ N, 10° 40′ 11″ O  | Stall                     | Fachwerkbau mit Backsteinausfachung unter hohlpfannengedecktem Satteldach auf parallelogrammförmigem Grundriss in der nordwestlichen Ecke des Grundstücks. Zwerchgaube mit Ladeluke unter Satteldach in der südöstlichen Dachfläche. Südwestgiebel wohl erneuert | 31095085 | BW   |
| Masbrock 5 53° 4′ 38″ N, 10° 40′ 11″ O  | Remise                    | Traufständiger Fachwerkbau mit Backsteinausfachung auf Backstein- und Hausteinsockel unter hohlpfannengedecktem Satteldach. An der nördlichen Grundstücksgrenze, östlich an das Stallgebäude anschließend. Teil der nördlichen Traufseite massiv in Sichtbackstein, Schwellenhöhe am ansteigenden Gelände verspringend. | 31094941 | BW   |
| Masbrock 5 53° 4′ 37″ N, 10° 40′ 12″ O  | Wohn-/ Wirtschaftsgebäude | Freistehendes Gebäude, traufständig zur Zufahrtsstraße zum Rundling, von der Straße zurückgesetzt. Vierständer-Fachwerkbau mit Backsteinausfachung auf Backstein- und Hausteinsockel unter Halbwalm und Krüppelwalmdach in Ziegelpfannendeckung. Vorschauer. Zwerchhaus mit Ladeluke unter Satteldach in der nördlichen Dachfläche. Rekonstruierte Inschrift mit Datierung 1882 an nicht originalem Dielentorsturz. Wirtschaftsgiebel nach Westen zur am Rundling vorbeiführenden Straße ausgerichtet. | 31094533 | BW   |
| Masbrock 6 53° 4′ 42″ N, 10° 40′ 18″ O  | Wohn-/ Wirtschaftsgebäude | | 31094552 | BW   |
| Masbrock 8 53° 4′ 38″ N, 10° 40′ 18″ O  | Wohn-/ Wirtschaftsgebäude | Freistehender eingeschossiger Sichtbacksteinbau unter Halbwalmdach in Ziegelpfannendeckung, im Rundling giebelständig zum Dorfplatz. Grundriss ursprünglich in Anlehnung an Flettdielenhaus. Über dem Flett zwei risalitartige Zwerchhäuser unter Satteldach mit Giebelüberstand und Freigespärre. Zwerchhaus mit Ladeluke unter Satteldach in der hofseitigen Dachfläche. | 31094871 | BW   |
| Masbrock 10 53° 4′ 40″ N, 10° 40′ 19″ O | Wohn-/ Wirtschaftsgebäude | Freistehender, im Rundling mit dem Wirtschaftsgiebel zum Dorfplatz hin ausgerichteter Zweiständer-Fachwerkbau mit Backsteinausfachung auf Feldsteinsockel unter Halbwalmdach. Fachwerkgefüge teilweise verändert. Vorschauer erhalten. Inschrift am Dielentorsturz, mit Datierung "ANNO 1771". | 31094628 | BW   |

## Ehemalige Baudenkmale
| Lage                                              | Bezeichnung                         | Beschreibung | ID | Bild |
| ------------------------------------------------- | ----------------------------------- | ------------ | -- | ---- |
| Drögennottorf Nr. 1 53° 6′ 12″ N, 10° 39′ 20″ O   | Hofanlage                           |              |    | BW   |
| Niendorf I Nr. 1,2,3,6 53° 7′ 3″ N, 10° 38′ 20″ O | Einfriedung, Feldsteintrockenmauern |              |    | BW   |